# آبشار آپر مزا
آبشار آپر مزا (به انگلیسی: Upper Mesa Falls) آبشاری است که در آیداهو واقع شده و ارتفاع کلی ریزشگاه آن ۲۰ متر است.
تاریخچه 
این آبشار بر روی صخره‌ای قرار گرفته است که  ۱.۳ میلیون سال پیش از رسوبات سنگ و خاکستر چرخه آتشفشان ریولیتی از دهانه هنریس فورک ساخته شده و به مرور زمان فشرده و سخت شده است.